# Fredrik Löfgren (höjdhoppare)
För andra betydelser, se Fredrik Löfgren.
Fredrik Löfgren, född 20 juli 1994, är en svensk friidrottare (höjdhopp) tävlande för IFK Lund. Han vann SM-guld i höjdhopp år 2015.

## Personliga rekord
| Utomhus - Höjdhopp – 2,14 (Söderhamn 8 augusti 2015) - Tresteg – 14,25 (Mölndal 3 augusti 2013) - Tresteg – 14,29 (medvind 3,1 m/s) (Gävle 10 augusti 2014) | Inomhus - 60 meter – 7,44 (Lund 12 januari 2013) - Höjdhopp – 2,12 (Uddevalla 23 februari 2013) - Tresteg – 14,47 (Uddevalla 23 februari 2013) - Tresteg – 14,10 (New York, New York (delstat) USA 18 februari 2018) |